# 200-Meilen-Rennen von Nürnberg 1987

Der Norisring

Das 200-Meilen-Rennen von Nürnberg 1987, auch 200 Meilen von Nürnberg, Sportwagen Weltmeisterschaft (ADAC-Norisring-Trophäe & Bilstein-Cup), Norisring, fand am 28. Juni auf dem Norisring statt und war der sechste Wertungslauf der Sportwagen-Weltmeisterschaft dieses Jahres.

## Das Rennen
Auf einer Rennstrecke auf der in der Regel die Deutsche Rennsport-Meisterschaft ihre Rennen austrug, dem Norisring, fand 1987 auch ein Rennen zur Sportwagen-Weltmeisterschaft statt. Durch die Kürze der Strecke – der Norisring ist nur 2,3 Kilometer lang – wurde das Rennen in zwei Läufen ausgefahren. Wobei der jeweilige Teamkollege den zweiten Lauf bestreiten musste.
Den ersten Lauf gewann Mauro Baldi vor Hans-Joachim Stuck und Frank Jelinski. Im zweiten siegte Raul Boesel vor Jonathan Palmer und Jochen Mass, wodurch sich ein Gesamtsieg von Baldi und Palmer im Porsche 962C ergab.

## Ergebnisse

### Schlussklassement
| 1                  | C1 | 15  | Liqui Moly Equipe      | Mauro Baldi Jonathan Palmer           | Porsche 962C GTi | 154 |
| 2                  | C1 | 3   | Brun Motorsport        | Oscar Larrauri Jochen Mass            | Porsche 962C     | 151 |
| 3                  | C1 | 8   | Joest Racing           | Louis Krages Stanley Dickens          | Porsche 962C     | 150 |
| 4                  | C1 | 4   | Silk Cut Jaguar        | Eddie Cheever Raul Boesel             | Jaguar XJR-8     | 147 |
| 5                  | C1 | 72  | Primagaz Compétition   | Jürgen Lässig Pierre Yver             | Porsche 962C     | 146 |
| 6                  | C2 | 111 | Spice Engineering      | Fermín Vélez Gordon Spice             | Spice SE86C      | 145 |
| 7                  | C2 | 102 | Swiftair Ecurie Ecosse | Ray Mallock David Leslie              | Ecosse C286      | 144 |
| 8                  | C2 | 112 | Spice Engineering      | Ray Bellm Nick Adams                  | Spice SE87C      | 143 |
| 9                  | C2 | 106 | Kelmar Racing          | Maurizio Gellini Ranieri Randaccio    | Tiga GC85/2      | 140 |
| 10                 | C1 | 1   | Brun Motorsport        | Walter Brun Jesús Pareja              | Porsche 962C     | 139 |
| 11                 | C2 | 114 | Tiga Ford DK           | Thorkild Thyrring John Sheldon        | Tiga GC287       | 128 |
| 12                 | C2 | 117 | Schanche Racing        | Will Hoy Martin Schanche              | Argo JM19B       | 125 |
| Nicht klassiert    |    |     |                        |                                       |                  |     |
| 13                 | C1 | 10  | Porsche Kremer Racing  | Volker Weidler Kris Nissen            | Porsche 962C     | 136 |
| Disqualifiziert    |    |     |                        |                                       |                  |     |
| 14                 | C1 | 9   | Blaupunkt Joest Racing | Frank Jelinski Klaus Ludwig           | Porsche 962C     | 123 |
| 15                 | C1 | 14  | Mussato Action Car     | Bruno Giacomelli Franz Konrad         | Lancia LC2-87    | 26  |
| 16                 | C2 | 103 | John Bartlett Racing   | Rob Wilson John Bartlett              | Bardon DB1/2     | 1   |
| 17                 | C2 | 121 | GP Motorsport          | Costas Los Dudley Wood                | Tiga GC287       | 1   |
| Ausgefallen        |    |     |                        |                                       |                  |     |
| 18                 | C1 | 17  | Porsche AG             | Hans-Joachim Stuck Derek Bell         | Porsche 962C     | 138 |
| 19                 | C2 | 101 | Swiftair Ecurie Ecosse | Win Percy Mike Wilds                  | Ecosse C286      | 102 |
| 20                 | C1 | 7   | Blaupunkt Joest Racing | Bob Wollek Klaus Ludwig               | Porsche 962C     | 76  |
| 21                 | C1 | 31  | Victor-Dauer Racing    | Jochen Dauer Johnny Dumfries          | Porsche 962C     | 75  |
| 22                 | C2 | 104 | URD Juniorenteam       | Rudi Seher Hellmut Mundas             | URD C81/2        | 69  |
| 23                 | C1 | 2   | Brun Motorsport        | Jochen Mass Oscar Larrauri            | Porsche 962C     | 47  |
| 24                 | C1 | 5   | Silk Cut Jaguar        | Jan Lammers John Watson               | Jaguar XJR-8     | 42  |
| 25                 | C1 | 61  | Formel Rennsportclub   | Mike Thackwell Manuel Reuter          | Sauber C9        | 40  |
| 26                 | C1 | 34  | Walter Lechner Racing  | Ernst Franzmaier Walter Lechner       | Porsche 962C     | 29  |
| 27                 | C2 | 119 | Karl-Heinz Becker      | Karl-Heinz Becker Volker Cordlandwehr | Lola T600        | 13  |
| Nicht qualifiziert |    |     |                        |                                       |                  |     |
| 28                 | C2 | 200 | Dahm Cars Racing       | Olaf Manthey Dieter Heinzelmann       | Argo JM19        | 1   |
| 29                 | C1 | 63  | Formel Rennsportclub   | Mike Thackwell Manuel Reuter          | Sauber C9        | 2   |

1 nicht qualifiziert
2 Trainingswagen

### Nur in der Meldeliste
Hier finden sich Teams, Fahrer und Fahrzeuge, die ursprünglich für das Rennen gemeldet waren, aber aus den unterschiedlichsten Gründen daran nicht teilnahmen.
| Pos. | Klasse | Nr. | Team                 | Fahrer                    | Chassis      |
| ---- | ------ | --- | -------------------- | ------------------------- | ------------ |
| 30   | C1     | 4T  | Silk Cut Jaguar      |                           | Jaguar XJR-8 |
| 31   | C1     | 17T | Porsche AG           |                           | Porsche 962C |
| 32   | C1     | 13  | Primagaz Compétition | Joël Gouhier Hervé Regout | Cougar C20   |
| 33   | C2     | 123 | Charles Ivy Racing   | Mark Newby                | Tiga GC287   |
| 34   | C2     | 181 | Dune Motorsport      | Duncan Bain Neil Crang    | Tiga GC287   |
| 35   | C2     | 198 | Roy Baker Racing     | Val Musetti               | Tiga GC286   |

### Klassensieger
| Klasse | Fahrer       | Fahrer          | Fahrzeug         | Platzierung im Gesamtklassement |
| ------ | ------------ | --------------- | ---------------- | ------------------------------- |
| C1     | Mauro Baldi  | Jonathan Palmer | Porsche 962C GTi | Gesamtsieg                      |
| C2     | Fermín Vélez | Gordon Spice    | Spice SE86C      | Rang 6                          |

### Renndaten
- Gemeldet: 35
- Gestartet: 27
- Gewertet: 12
- Rennklassen: 2
- Zuschauer: 80000
- Wetter am Renntag: warm und trocken
- Streckenlänge: 2,300 km
- Fahrzeit des Siegerteams: 2:09:39,950 Stunden
- Gesamtrunden des Siegerteams: 154
- Gesamtdistanz des Siegerteams: 354,200 km
- Siegerschnitt: 163,898 km/h
- Pole Position: Hans-Joachim Stuck – Porsche 962C (#17) – 47.020 – 175,908 km/h
- Schnellste Rennrunde: unbekannt
- Rennserie: 6. Lauf zur Sportwagen-Weltmeisterschaft 1987